# (33424) 1999 DC2
1999 DC2 (asteroide 33424) é um asteroide da cintura principal. Possui uma excentricidade de 0.20729070 e uma inclinação de 23.50806º.
Este asteroide foi descoberto no dia 16 de fevereiro de 1999 por LINEAR em Socorro.